# Лавон (Тексас)
Лавон (енгл. Lavon) град је у америчкој савезној држави Тексас. По попису становништва из 2010. у њему је живело 2.219 становника.

## Демографија
Према попису становништва из 2010. у граду је живело 2.219 становника, што је 1.832 (473,4%) становника више него 2000. године.
| Група             | 2000.       | 2010.         |
| Белци             | 344 (88,9%) | 1.730 (78,0%) |
| Афроамериканци    | 0 (0,0%)    | 154 (6,9%)    |
| Азијати           | 3 (0,8%)    | 38 (1,7%)     |
| Хиспаноамериканци | 29 (7,5%)   | 250 (11,3%)   |
| Укупно            | 387         | 2.219         |